# Samba Bathily
 (août 2020).
Pour les articles homonymes, voir Bathily.

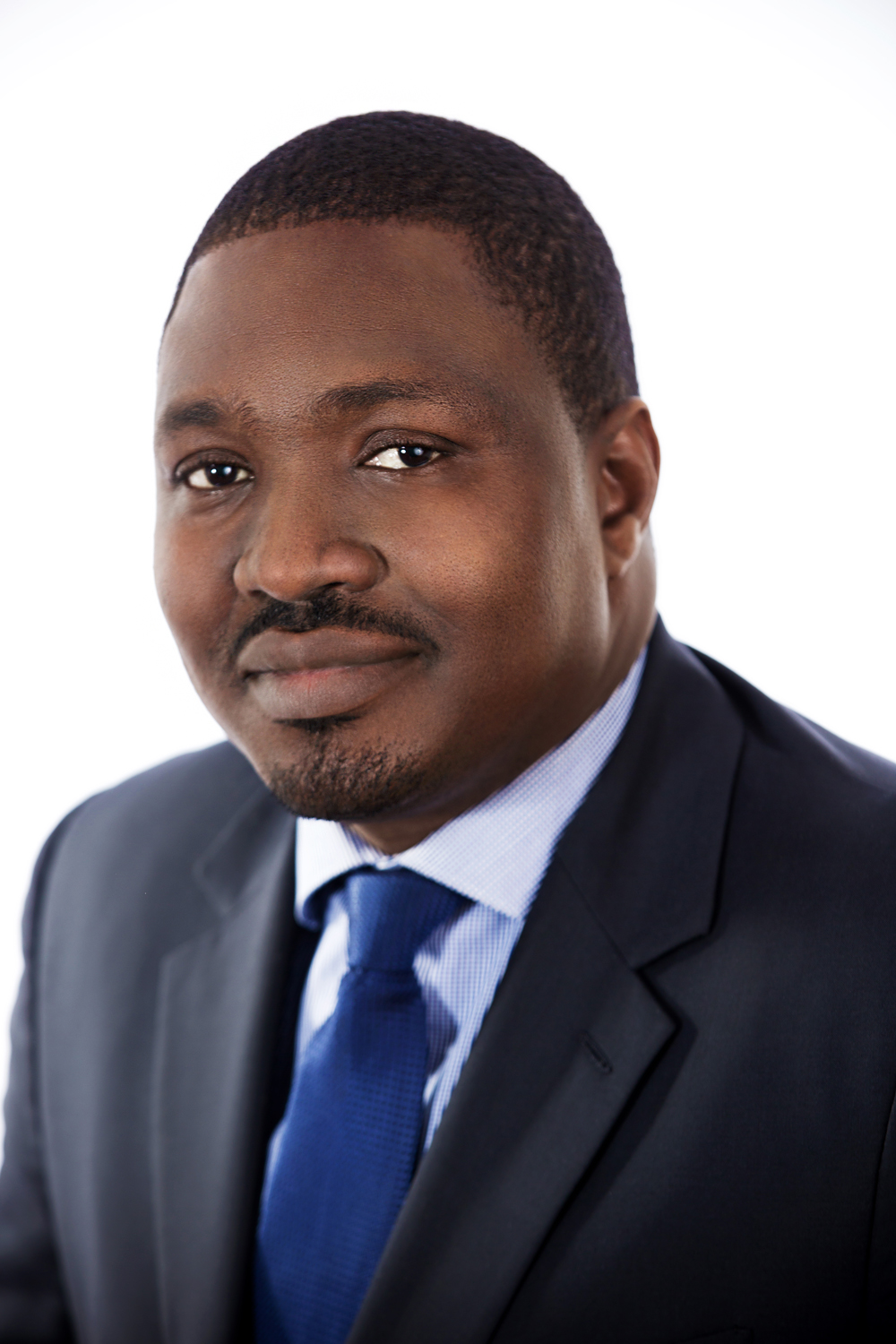
Samba Bathily

Samba Bathily est un entrepreneur malien.

## Biographie
Né au Mali à Bamako, 17 le  octobre 1971, Samba Bathily est un entrepreneur, pionnier de la structuration financière de grands projets d'infrastructure, basée sur la conception de stratégies financières associant entités privées et publiques, institutions financières locales et internationales, fonds et banques, en particulier dans le domaine des nouvelles technologies et des énergies propres.

## Carrière professionnelle
À ce jour, Samba Bathily a structuré un portefeuille de projets de plus de 50 milliards de dollars dans plusieurs domaines : fibre optique, énergies renouvelables, barrages hydrauliques, identification, centres de données, les infrastructures routières et l’adduction d’eau potable.  

### Africa Development Solutions
Samba Bathily a lancé en 2004 le groupe Africa Development Solutions (ADS), un groupe actif dans les secteurs du financement de projet et du conseil, des nouvelles technologies, des télécommunications, et des médias, du développement industriel, des énergies renouvelables et de l’accès à l'eau, de la distribution et des franchises, des infrastructures, de la promotion immobilière, de l’hôtellerie et de la construction, de l’automobile, du transport maritime et de la logistique.

### Solektra
Parmi les projets du groupe ADS figure notamment Solektra International, qui a lancé l'initiative Akon Lighting Africa, en partenariat avec le chanteur Akon. Ce projet vise à promouvoir l'utilisation l'énergie solaire auprès des communautés africaines vivant en zones rurales, afin de leur permettre d’accéder à une énergie propre et durable. A ce jour, en Afrique plus de 1 800 localités ont été positivement impactées.
Solektra a également créé une académie du solaire pour former des ouvriers et ingénieurs à Bamako, avec deux centres, l'un à Bamako, au Mali et l’autre à Diamniadio au Sénégal. 
Solektra est également l’un des membres fondateurs de l’Alliance mondiale pour les villes et villages intelligents (Global Alliance for Smart Cities and Villages in Africa - GASCA), lancée sous l’égide des 20 régions d’action pour le climat et officiellement lancée dans le cadre du Africa Pledge du One Planet Summit Africa de mars 2019. 

### Multi Industries Group
ADS est également la société mère de Multi Industries Group, qui exploite les technologies solaires pour fabriquer des équipements électriques, des solutions de mobilité et des ordinateurs au sein du nouveau parc industriel de Diamniadio au Sénégal. 

### Autres projets
Autre filiale stratégique, Africa Digital Solutions opère dans les nouvelles technologies en agrégeant les solutions et produits TIC pour les gouvernements, les institutions et les entreprises du continent, avec un triple focus : infrastructure intelligente, citoyens connectés, et e-gouvernance.   
L’un des projets clés actuellement mené est le Pool Numérique Ouest Africain.  

## Engagements
Samba Bathily est l’un des cofondateurs et conseillers stratégiques de l’Initiative AfroChampions, dont l’objectif est d’accélérer la croissance du continent en encourageant les échanges commerciaux intra-africains.
Samba Bathily a également mis en place des structures de financement et de conseil destinées à accompagner les jeunes entrepreneurs et les start-ups, en contribuant à la promotion de ces dernières via notamment des projets comme MyAfricanStartup.